# 300X
A 300X egy kísérleti japán billenőszekrényes nagysebességű villamos motorvonat volt. Összesen egy hatrészes szerelvényt gyártott a Hitachi, a Kawasaki Heavy Industries, a Mitsubishi Heavy Industries és a Nippon Sharyo közösen 1994-ben. 1994 és 2002 között volt forgalomban. A JR Central üzemeltette, hogy tapasztalatokat szerezzen a 300 km/h vagy nagyobb sebességű közlekedésben. A motorvonat két különböző orrkialakítással és különböző áramszedőkkel készült.
A hatrészes motorvonatot leselejtezték, de két kocsit megőriztek. Az egyik vonófej a SCMaglev and Railway Parkba került, a másik pedig a Maibarában szabadtéren van kiállítva.

## Összeállítás
| Kocsi     | 1     | 2     | 3     | 4     | 5     | 6     |
| --------- | ----- | ----- | ----- | ----- | ----- | ----- |
| Típus     | Mc    | M     | M     | M     | M     | Mc    |
| Pályaszám | 955-1 | 955-2 | 955-3 | 955-4 | 955-5 | 955-6 |
| Tömeg (t) | 36    | 36    | 36    | 32    | 36    | 36    |

A második és az ötödik kocsi áramszedővel rendelkezett.

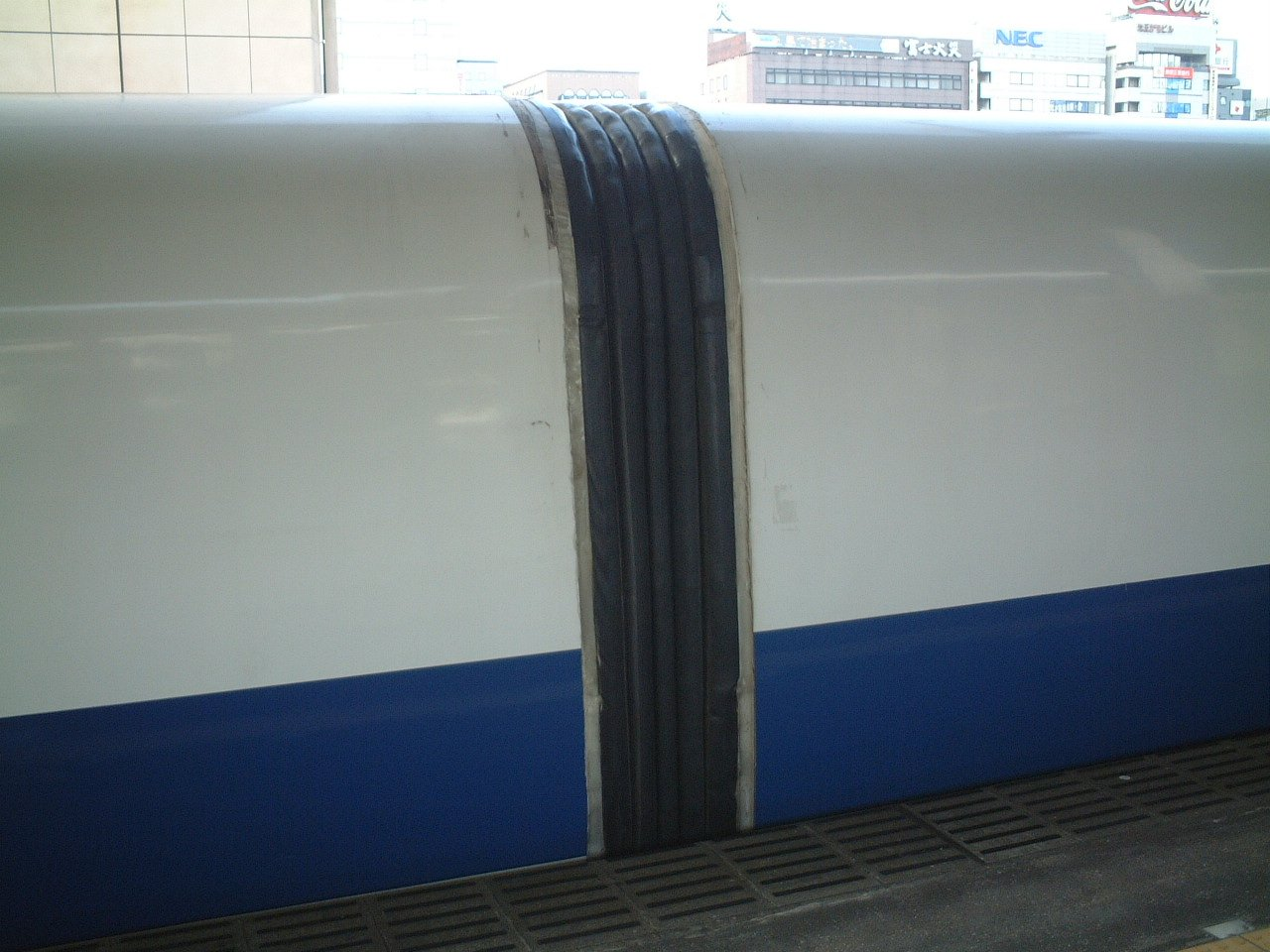
A kocsik közötti gumiátjáró

### 955-1
Vonófej "csúcspont" orral, melyet a Mitsubishi Heavy Industries gyártott. A kocsiDuralumin-ból készült, ülések nélkül.

### 955-2
Betétkocsi, melyet a Nippon Sharyo gyártott, üreges alumínium elemekből. Az egyetlen kocsi ülőhelyekkel.

### 955-3
Betétkocsi, melyet a Kawasaki Heavy Industries gyártott, hegesztett alumínium elemekből, az egyetlen kocsi aktív billenő technikával.

### 955-4
Betétkocsi, melyet a Nippon Sharyo gyártott, üreges alumínium elemekből, mint a 2. kocsit. Eltávolítható oldalsó ajtókkal rendelkezett a berendezések számára.

### 955-5
Betétkocsi, melyet a Hitachi gyártott, alumínium méhsejt panelekből, ülések nélkül.

### 955-6
Vonófej "ék" orral, melyet a Hitachi gyártott, forrasztott alumínium méhsejt panelekből.